# Soziales Sterben
Dieser Artikel wurde auf der Qualitätssicherungsseite des Portals Soziologie eingetragen. Dies geschieht, um die Qualität der Artikel aus dem Themengebiet Soziologie auf ein akzeptables Niveau zu bringen. Hilf mit, die inhaltlichen Mängel dieses Artikels zu beseitigen, und beteilige dich an der Diskussion. (Artikel eintragen)
Unter sozialem Sterben wird der Rückgang der Interaktion einer Person mit seiner sozialen Umwelt bezeichnet, der im sozialen Tod endet. Der Begriff soziales Sterben wird in der Wissenschaft nicht einheitlich verwendet. Er wird einerseits im Zusammenhang menschlichen Sterbens gebraucht, andererseits im Zusammenhang politischer oder sozialer Exklusion.

## Bedeutungen
- Der physisch Sterbende kann kurz vor seinem Lebensende von anderen wie ein Toter behandelt werden.[2] Angehörige, Krankenschwestern oder Ärzte reden vor dem – ihrer Meinung nach bewusst- und wahrnehmungslosen – Sterbenden, als stünden sie vor einer Leiche. Diese Bedeutung hat nach Ansicht von Thanatosoziologen einen historischen Wandel erfahren: „In traditionalen Kulturen fand das soziale Sterben nach dem in der Regel plötzlichen und unerwarteten Tod statt. Der Tod des Individuums war somit immer der Anlaß zu kollektiven sozialen Sterbefeiern, zu einer Wiederherstellung der sozialen Ordnung, in der Regel durch Verdopplung der sozialen Wirklichkeit (Reich der Lebenden und Reich der Toten).“[1]
- Wenn ein „Totgesagter“ nach langer Zeit wieder auftaucht, wie nach Kriegen häufiger geschehen, ergeben sich notwendigerweise Interaktionsprobleme. Seine „soziale Stelle“, die Positionen und Rollen, die er innehatte, sind in der Regel „besetzt“ oder „aufgegeben“. Wenn er nicht auf jemanden trifft, wie etwa seine Frau oder seine Mutter, die mit ihm in der Phantasie weiterkommunizierten, also eine fiktive Interaktion beibehielten, muss er neu beginnen.
- Starke Verluste an sozialem Kapital und symbolischem Kapital im Sinne von Bourdieu können als soziales Sterben bezeichnet werden.[3]
- Personen, die keinen anerkannten „Vollstatus“ haben, z. B. Sklaven, können als „sozial Tote“ bezeichnet werden.[4] Der Begriff sozialer Tod wird auch auf rassistische Diskriminierung allgemein angewandt.[5] In diesem Sinne definiert der Soziologe Daniel Goldhagen den Begriff: „Der soziale Tod ist […] ein formaler Status, der all jene Menschen kennzeichnet, die unter diesen drei extremen sozialen Benachteiligungen zu leiden haben: Ehrlosigkeit, Entfremdung durch Geburt, gewaltsame Unterdrückung. Die bekannteste Gruppe von sozial Toten sind die Sklaven.“[6]
- Zygmunt Bauman beschreibt, wie der soziale Tod über das Ende der biologischen Lebenszeit hinaus verschoben werden kann: „Gedenkriten proben die Nicht-Endgültigkeit des Todes. Zudem stellen sie die fortdauernde Existenz der Gemeinschaft als Gewähr dafür dar, daß sich die individuelle Vergänglichkeit zumindest für gewisse Zeit überwinden läßt. Sie trennen den Augenblick des körperlichen Todes vom Augenblick des sozialen Todes, machen diesen von jenem unabhängig und erheben nur den zweiten, den sozialen Tod in den Rang der Endgültigkeit.“[7]